# Lúcia de Trípoli
Lúcia de Trípoli ou Lúcia de Antioquia (em francês:  Lucie; 1255 – antes de 29 de junho de 1299) foi a última condessa de Trípoli, um estado cruzado na região do Levante, além de princesa titular de Antioquia. Ela governou como condessa de 1287 a 1289, embora só tenha sido aceita como a soberana a partir de 1288. O sultão do Egito, Calavuno, aproveitou o conflito entre o povo de Trípoli e Lúcia, que tinha se aliado aos genoveses após a sua atribulada sucessão, para capturar a cidade, que caiu no dia 26 de abril de 1289. Dois anos depois, o último reduto cristão na Terra Santa também foi capturado pelos muçulmanos, no Cerco do Acre, em 1291.

## Família
Lúcia foi a filha do príncipe Boemundo VI de Antioquia, conde de Trípoli, e da princesa Sibila da Armênia.
Os seus avós paternos eram Boemundo V de Antioquia e Luciana de Segni, que foi regente do filho, pois ele ainda era menor de idade quando sucedeu ao pai. Luciana de Segni era sobrinha-neta do Papa Inocêncio III. Os seus avós maternos eram Hetum I da Armênia, rei armênio da Cilícia em direito da esposa (jure uxoris), Isabel da Armênia, de quem foi o segundo marido.
Através da linhagem materna, Lúcia era descendente da rainha Isabel I de Jerusalém, que era neta da rainha Melisenda de Jerusalém, a primeira rainha soberana do país.
O seu único irmão foi Boemundo VII de Antioquia, que sucedeu ao pai após a sua morte, em 1275, mas a regência ficou a cargo da mãe, Sibila, pois ele ainda era menor de idade. Sibila enviou Boemundo para viver na corte do tio dele, Leão III da Armênia. Ele apenas retornou para assumir a administração do governo, em 1277. Após brigar com Guido II Embriaco, senhor de Gebal, ele foi derrotado, em 1277, ao norte de Batroun, e novamente em 1278. Boemundo conseguiu se vingar em janeiro de 1282, quando capturou Guido em Trípoli, enterrou ele até o pescoço numa vala com areia, na cidade de Nephin, e o deixou ali para morrer de fome. Foi casado com Margarida de Brienne, neta de João I de Brienne, rei de Jerusalém, mas não teve filhos. 
Ela também teve duas irmãs: Isabel, que morreu solteira, e Maria, a primeira esposa de Nicolau II de Saint Omer, Senhor de Tebas, na Grécia.

## Biografia
Em 1275, o pai de Lúcia, Boemundo VI, morreu, e foi sucedido pelo filho, Boemundo VII, como conde de Trípoli. O Principado de Antioquia, no entanto, tinha sido conquistado pelo sultão mameluco do Egito, Baibars, em maio de 1268.  Por isso, Boemundo VII não governou a Antioquia de fato, sendo que a única parte que sobrou foi o porto de Lataquia.
Em 1275 ou 1278, em Auxerre, na França, Lúcia casou-se com Narjot de Toucy, Senhor de Laterza, proveniente do Ducado da Borgonha. Ele era um líder militar com vários títulos: Capitão-general do Durazzo no Reino da Albânia, almirante do Reino da Sicília, a partir de 1277, que era governado pela Casa capetiana de Anjou; a partir de 1282, bailio (uma espécie de regente) do Principado da Acaia, e também, capitão-general do Despotado da Moreia. Ele era filho de Filipe de Toucy, um neto da princesa Inês da França, e Pórcia de Roye.

### Luta pela sucessão
Lúcia tornou-se a nova condessa de Trípoli, após a morte do irmão em 19 de outubro de 1287, que não teve filhos. Nessa época, ela vivia na Apúlia, uma região na Itália, onde o seu marido governava Laterza. Assim, a mãe dela, Sibila, apontou Bertrando de Gibelet, da família Embriaco, da qual Lúcia descendia, como regente do condado. Porém, ele provou ser muito impopular com a comuna da cidade, que criava a sua própria administração.
Esse vácuo de poder levou os nobres do condado a oferecer o controle de Trípoli a Benedito I Zaccaria, um poderoso mercador genovês. Em Trípoli, uma posição social não-aristocrática especial tinha sido concedida às pessoas de grandes cidades mercantis da Europa, especialmente aos provenientes de república marítimas da Itália, como a República de Veneza. Os munícipes elegeram Bartolomeu Embriaco como prefeito da cidade, que também promovia o comércio com os genoveses. Os nobres de Trípoli proclamaram o destronamento da dinastia após oferecerem a coroa à Sibila, a princesa viúva, que a recusou, a não ser que o bispo de Tortosa, Bartolomeu Mansel, que era considerado um inimigo de Trípoli, fosse aceito como o seu bailio. O bispo era odiado pois ele esteve envolvido no assassinato de Guido II Embriaco por parte de Boemundo VII.
Em 1288, Lúcia e o marido chegaram no Acre para assumir a sucessão, porém, enfrentaram oposição do povo do condado e dos genoveses, devido ao fato de que Lúcia estava casada com Narjot de Toucy. Ela estabeleceu-se, então, no Forte Nephin, com o auxílio dos Cavaleiros Hospitalários. Os genoveses, liderados por Benedito I Zaccaria e Bartolomeu Embriaco, tentaram instalar um podestà, um oficial administrador da República de Gênova, o que significava que Trípoli passaria a ser, essencialmente, uma colônia genovesa. Eventualmente, Bartolomeu Embriaco e os munícipes decidiram que eles não podiam governar, enquanto que Benedito I Zaccaria recusou o condado. Assim, após negociações, Lúcia finalmente foi aceita como a condessa soberana de Trípoli, em 1288. Contudo, para a surpresa do povo, Lúcia, inesperadamente, se aliou aos genoveses, e lhes concedeu privilégios comerciais. Ela havia entrado num acordo com Zacarria, que não estava interessado em governar, que, se ela concordasse em reconhecer o podestà genovês em Trípoli e a comuna, e garantir os seus direitos e privilégios, ele a reconheceria como a condessa de Trípoli.

### Queda de Trípoli

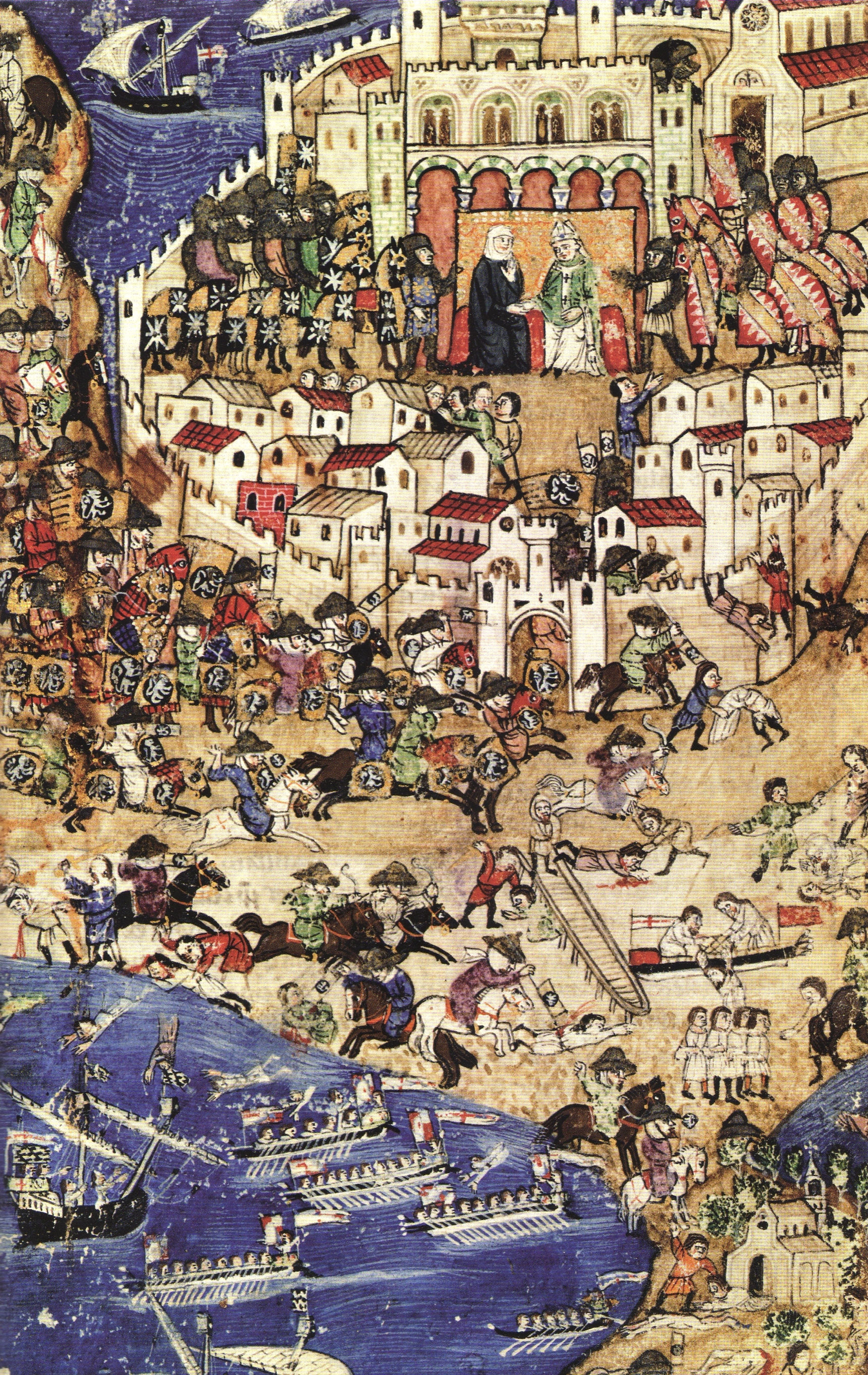
Ilustração que retrata o ataque à cidade, tirada do manuscrito conhecido como Cocharelli Codex, que provavelmente foi produzido em Gênova, na década de 1330. A imagem mostra Lúcia e o bispo de Tortosa sentados no centro da cidade fortificada, cercados pelo ataque de Calavuno, no qual o exército dele massacra os habitantes que tentam chegar aos barcos no porto, e até a ilha vizinha de São Tomás.

Os venezianos e o povo de Pisa, que possuíam comércio com Trípoli, ficaram chocados com a notícia, e supostamente conspiraram com o sultão Calavuno do Sultanato Mameluco do Cairo, para atacar a cidade, sendo que dois emissários francos pediram ao sultão ajuda para expulsar os genoveses. O historiador conhecido como Templário de Tiro, também relata que duas pessoas vieram de Alexandria para falar com o sultão, e o advertiram sobre a ameaça crescente à Alexandria por parte do fortalecimento de Trípoli como uma base naval de Gênova. Supostamente, essas pessoas seriam genoveses do partido de Bartolomeu de Gibelet, ou pisanos, ou venezianos.
Calavuno já tinha intervido em Trípoli uma vez, quando forneceu armas a Guido II Embriaco alguns anos atrás, em 1282, quando ele tentou tomar o poder de Boemundo VII. Preocupações com as receitas do comércio serviram como uma forte motivação para que o sultão interviesse. Quando chegaram notícias de que os francos capturaram e aprisionaram um grupo de comerciantes muçulmanos, a trégua entre Trípoli e o Egito foi rompida, e Calavuno decidiu atacar.
Ao partir do Egito, o sultão despachou cartas secretas aos seus representantes no Levante, para preparar armas. Ele parou em Damasco por uma semana, e em seguida, marchou pelas montanhas nevadas do Líbano. Não se sabe ao certo o número exato de tropas que comandava, com estimativas aproximadas de 40.000 cavaleiros e 100.000 homens de infantaria, inclusive com voluntários do vindo em peso do Levante e do mundo árabe. No caminho, os muçulmanos quase não enfrentaram resistência, pois os francos preferiam se fortificar dentro das cidades.
Apesar da muralhas poderosas de Trípoli terem sido um empecilho até para Saladino, a condessa se aliou aos mongóis, que, sabendo que a cidade de Trípoli era muito fraca para se defender mesmo com a ajuda dos mongóis, pediu por ajuda na Europa, mas, sem sucesso. Calavuno deu início ao cerco em fevereiro de 1289, quando o clima estava frio, e fez uso de catapultas e de guerreiros que tentaram violar as fortificações. Ele decidiu concentrar o ataque no ponto mais fraco: a Torre do Bispo. Trinta arqueiros foram implantados contra cada seteira nas muralhas da cidade para impedir que os defensores revidassem. Ninguém ousou aparecer, ou seria imediatamente atingido. Após 35 dias, as máquinas de guerra do sultão derrubaram a Torre do Bispo. Da mesma forma, a Torre dos Cavaleiros Hospitalários foi partida ao meio, e os exércitos muçulmanos atravessaram. Quando tornou-se aparente que a cidade estava caindo, os francos fugiram de suas casas. A rota de escape mais próxima era através do mar; apenas alguns conseguiram fazer a longa viagem, enquanto que muitos se afogaram.
Às 13h00 da terça feira, em 26 de abril de 1289, os exércitos do sultão marcharam vitoriosos cidade adentro. Quando os francos chegaram à ilha de Al Baqar, os cavaleiros mamelucos os seguiram, nadando com os seus cavalos. Cavaluno permitiu que Lúcia ficasse com uma pequena propriedade, porém, ela escapou para o Reino do Chipre. O sultão, então, ordenou a destruição completa da cidade litorânea, parte da área hoje conhecida como Al Mina, e fundou uma nova cidade continental no sopé da cidade cruzada do Monte Pèlerin, que foi chamada de Tarabulus al Mustajadd.
O poeta árabe Sulayman Al Ashluhi lamentou a queda de Trípoli no seu zéjel:
Quem poderia jamais ter acreditado que Trípoli seria destruída? Se eu não tivesse ido lá, e testemunhado com os meus próprios olhos? Ai! Aqueles grandes edifícios foram demolidos! Nenhum traço deles ou de suas paredes permanecem. E eu disse: Ai! Pelo príncipe! Ai! Onde está o príncipe e a sua força? Ele quem passou noites felizes no castelo.
Dois anos após o cerco de Trípoli, Acre, o último reduto do estados cruzados na Terra Santa, também foi capturado pelos mamelucos sob a liderança de Axerafe Calil, filho de Calavuno, no Cerco do Acre, de 1291.

### Últimos anos
Embora o marido de Lúcia pudesse ter reivindicado o condado em nome da esposa, Narjot não o fez, pois estava ocupado com assuntos no Reino de Nápoles, onde veio a falecer em 1293.
Não se sabe ao certo quando a última condessa de Trípoli faleceu, mas provavelmente foi antes de 29 de junho de 1299. Narjot e Lúcia tiveram um filho, Filipe II de Toucy, que herdou o senhorio de Laterza com a morte do pai, e o direito a reivindicar Antioquia com a morte da mãe.

## Descendência
- Filipe II de Toucy (m. após 1300),[8] sucedeu o pai como senhor de Laterza em 1293, e a mãe como príncipe titular de Antioquia. Foi o primeiro marido de Leonor de Anjou, filha do rei Carlos II de Nápoles, contudo, como ambos eram menores de idade, o casamento foi anulado pelo Papa Bonifácio VIII. Depois, Leonor se tornou rainha da Sicília como esposa de Frederico II da Sicília. Filipe não se casou novamente, e nem teve descendência.